# Lijst van Nederlandse rooms-katholieke bisschoppen
Hieronder volgt een lijst van rooms-katholieke bisschoppen van Nederlandse bisdommen.

## Thans in leven zijnde bisschoppen, geboren in Nederland
Deze lijst omvat alle nog in leven zijnde in Nederland geboren mannen die tot bisschop zijn gewijd, met inbegrip van de emeriti, de missie-bisschoppen en de curiediplomaten.
|  | Naam                             | Ambt-Bisdom                                                 | Land                |
|  | -------------------------------- | ----------------------------------------------------------- | ------------------- |
|  | Wilhelmus de Bekker              | Emeritus-bisschop van Paramaribo                            | Suriname            |
|  | Jan van Burgsteden S.S.S.        | Emeritus-hulpbisschop van Haarlem-Amsterdam                 | Nederland           |
|  | Wim Eijk                         | Aartsbisschop van Utrecht                                   | Nederland           |
|  | Hans van den Hende               | Bisschop van Rotterdam                                      | Nederland           |
|  | Jan Hendriks                     | Bisschop van Haarlem-Amsterdam                              | Nederland           |
|  | Ted Hoogenboom                   | Hulpbisschop van Utrecht                                    | Nederland           |
|  | Ron van den Hout                 | Bisschop van Roermond                                       | Nederland           |
|  | Antoon Hurkmans                  | Emeritus-bisschop van 's-Hertogenbosch                      | Nederland           |
|  | Everard de Jong                  | Hulpbisschop van Roermond                                   | Nederland           |
|  | Johannes Antonius de Kok, O.F.M. | Emeritus-hulpbisschop van Utrecht                           | Nederland           |
|  | Gerard de Korte                  | Bisschop van 's-Hertogenbosch                               | Nederland           |
|  | Jan Liesen                       | Bisschop van Breda                                          | Nederland           |
|  | Ad van Luyn, S.D.B.              | Emeritus-bisschop van Rotterdam                             | Nederland           |
|  | Henk te Maarssen, S.V.D.         | Emeritus-bisschop van Kundiawa                              | Papoea-Nieuw-Guinea |
|  | Bert van Megen                   | Apostolisch nuntius; titulair aartsbisschop van Novaliciana | Vaticaanstad        |
|  | Rob Mutsaerts                    | Hulpbisschop van 's-Hertogenbosch                           | Nederland           |
|  | Joseph Oudeman, O.F.M. Cap.      | Emeritus-hulpbisschop van Brisbane                          | Australië           |
|  | Jos Punt                         | Emeritus-bisschop van Haarlem-Amsterdam                     | Nederland           |
|  | Bart van Roijen                  | Bisschop van Corner Brook and Labrador                      | Canada              |
|  | Theodorus van Ruijven, C.M.      | Emeritus-apostolisch vicaris van Nekemte                    | Ethiopië            |
|  | Cornelius Schilder, M.H.M.       | Emeritus-bisschop van Ngong                                 | Kenia               |
|  | Hugo van Steekelenburg, O.F.M.   | Emeritus-bisschop van Almenara                              | Brazilië            |
|  | Frans Wiertz                     | Emeritus-bisschop van Roermond                              | Nederland           |
|  | Herman Woorts                    | Hulpbisschop van Utrecht                                    | Nederland           |

## Bisschoppen van Nederlandse bisdommen sinds 1853
Deze lijst omvat alle bisschoppen van Nederlandse bisdommen, sinds 1853 (het jaar van het herstel van de bisschoppelijke hiërarchie in Nederland).
|                                   | Naam                     | Ambt                                 | Van   | Tot   |
| --------------------------------- | ------------------------ | ------------------------------------ | ----- | ----- |
|                                   | Johannes Aengenent       | Bisschop van Haarlem                 | 1928  | 1935  |
|                                   | Bernardus Alfrink        | Coadjutor van Utrecht                | 1951  | 1955  |
| Aartsbisschop van Utrecht         | Bernardus Alfrink        | 1955                                 | 1976  |       |
|                                   | Joseph Baeten            | Coadjutor van Breda                  | 1945  | 1951  |
| Bisschop van Breda                | Joseph Baeten            | 1951                                 | 1962  |       |
|                                   | Philippe Bär             | Bisschop van Rotterdam               | 1983  | 1993  |
|                                   | Henricus van Beek        | Bisschop van Breda                   | 1874  | 1884  |
|                                   | Edmond Beel              | Hulpbisschop van Roermond            | 1965  | 1972  |
|                                   | Wilhelmus Bekkers        | Bisschop van 's-Hertogenbosch        | 1960  | 1966  |
|                                   | Johannes Bluyssen        | Coadjutor van 's-Hertogenbosch       | 1961  | 1966  |
| Bisschop van 's-Hertogenbosch     | Johannes Bluyssen        | 1966                                 | 1983  |       |
|                                   | Franciscus Boermans      | Coadjutor van Roermond               | 1885  | 1886  |
| Bisschop van Roermond             | Franciscus Boermans      | 1886                                 | 1900  |       |
|                                   | Henricus Bomers          | Bisschop van Haarlem                 | 1983  | 1998  |
|                                   | Caspar Bottemanne        | Bisschop van Haarlem                 | 1883  | 1903  |
|                                   | Augustinus Callier       | Bisschop van Haarlem                 | 1903  | 1928  |
|                                   | Alphons Castermans       | Hulpbisschop van Roermond            | 1982  | 1997  |
|                                   | Arnold Diepen            | Bisschop van 's-Hertogenbosch        | 1919  | 1943  |
|                                   | Joannes van Dodewaard    | Bisschop van Haarlem                 | 1960  | 1966  |
|                                   | Josephus Drehmanns       | Coadjutor van Roermond               | 1899  | 1900  |
| Bisschop van Roermond             | Josephus Drehmanns       | 1900                                 | 1913  |       |
|                                   | Wim Eijk                 | Bisschop van Groningen(-Leeuwarden)  | 1999  | 2006  |
| Aartsbisschop van Utrecht         | Wim Eijk                 | 2008                                 | heden |       |
|                                   | Huub Ernst               | Bisschop van Breda                   | 1967  | 1992  |
|                                   | Joannes van Genk         | Bisschop van Breda                   | 1868  | 1874  |
|                                   | Joannes Gijsen           | Bisschop van Roermond                | 1972  | 1993  |
|                                   | Adrianus Godschalk       | Bisschop van 's-Hertogenbosch        | 1878  | 1892  |
|                                   | Antonius Hanssen         | Coadjutor van Roermond               | 1947  | 1958  |
| Bisschop van Roermond             | Antonius Hanssen         | 1958                                 | 1958  |       |
|                                   | Hans van den Hende       | Coadjutor van Breda                  | 2006  | 2007  |
| Bisschop van Breda                | Hans van den Hende       | 2007                                 | 2011  |       |
| Bisschop van Rotterdam            | Hans van den Hende       | 2011                                 | heden |       |
|                                   | Jan Hendriks             | Hulpbisschop van Haarlem-Amsterdam   | 2011  | 2018  |
| Coadjutor van Haarlem-Amsterdam   | Jan Hendriks             | 2018                                 | 2020  |       |
| Bisschop van Haarlem-Amsterdam    | Jan Hendriks             | 2020                                 | heden |       |
|                                   | Theo Hendriksen          | Hulpbisschop van Utrecht             | 1961  | 1969  |
|                                   | Ted Hoogenboom           | Hulpbisschop van Utrecht             | 2010  | heden |
|                                   | Joannes van Hooydonk     | Bisschop van Breda                   | 1853  | 1867  |
|                                   | Petrus Hopmans           | Bisschop van Breda                   | 1914  | 1951  |
|                                   | Ron van den Hout         | Bisschop van Groningen-Leeuwarden    | 2017  | 2024  |
| Bisschop van Roermond             | Ron van den Hout         | 2024                                 | heden |       |
|                                   | Johannes Huibers         | Bisschop van Haarlem                 | 1935  | 1960  |
|                                   | Antoon Hurkmans          | Bisschop van 's-Hertogenbosch        | 1998  | 2016  |
|                                   | Joannes Jansen           | Aartsbisschop van Utrecht            | 1930  | 1936  |
|                                   | Martinus Jansen          | Bisschop van Rotterdam               | 1956  | 1970  |
|                                   | Everard de Jong          | Hulpbisschop van Roermond            | 1999  | heden |
|                                   | Johannes de Jong         | Coadjutor van Utrecht                | 1935  | 1936  |
| Aartsbisschop van Utrecht         | Johannes de Jong         | 1936                                 | 1955  |       |
|                                   | Jan de Kok               | Hulpbisschop van Utrecht             | 1982  | 2005  |
|                                   | Gerard de Korte          | Hulpbisschop van Utrecht             | 2001  | 2008  |
| Bisschop van Groningen-Leeuwarden | Gerard de Korte          | 2008                                 | 2016  |       |
| Bisschop van 's-Hertogenbosch     | Gerard de Korte          | 2016                                 | heden |       |
|                                   | Guillaume Lemmens        | Bisschop van Roermond                | 1932  | 1958  |
|                                   | Joseph Lescrauwaet       | Hulpbisschop van Haarlem             | 1984  | 1995  |
|                                   | Petrus Leyten            | Bisschop van Breda                   | 1884  | 1914  |
|                                   | Jan Liesen               | Hulpbisschop van 's-Hertogenbosch    | 2010  | 2011  |
| Bisschop van Breda                | Jan Liesen               | 2012                                 | heden |       |
|                                   | Ad van Luyn              | Bisschop van Rotterdam               | 1994  | 2011  |
|                                   | Bernard Möller           | Bisschop van Groningen               | 1969  | 1999  |
|                                   | Petrus Moors             | Bisschop van Roermond                | 1959  | 1970  |
|                                   | Tiny Muskens             | Bisschop van Breda                   | 1994  | 2007  |
|                                   | Rob Mutsaerts            | Hulpbisschop van 's-Hertogenbosch    | 2010  | heden |
|                                   | Wilhelmus Mutsaerts      | Bisschop van 's-Hertogenbosch        | 1942  | 1960  |
|                                   | Johannes Niënhaus        | Hulpbisschop van Utrecht             | 1982  | 1999  |
|                                   | Petrus Nierman           | Bisschop van Groningen               | 1956  | 1969  |
|                                   | Joannes Paredis          | Bisschop van Roermond                | 1853  | 1886  |
|                                   | Jos Punt                 | Hulpbisschop van Haarlem(-Amsterdam) | 1995  | 2001  |
| Bisschop van Haarlem(-Amsterdam)  | Jos Punt                 | 2001                                 | 2020  |       |
|                                   | Andreas Schaepman        | Aartsbisschop van Utrecht            | 1868  | 1883  |
|                                   | Laurentius Schrijnen     | Bisschop van Roermond                | 1914  | 1932  |
|                                   | Johannes ter Schure      | Hulpbisschop van Roermond            | 1984  | 1985  |
| Bisschop van 's-Hertogenbosch     | Johannes ter Schure      | 1985                                 | 1998  |       |
|                                   | Ad Simonis               | Bisschop van Rotterdam               | 1970  | 1983  |
| Coadjutor van Utrecht             | Ad Simonis               | 1983                                 | 1983  |       |
| Aartsbisschop van Utrecht         | Ad Simonis               | 1983                                 | 2007  |       |
|                                   | Harrie Smeets            | Bisschop van Roermond                | 2018  | 2023  |
|                                   | Petrus Snickers          | Bisschop van Haarlem                 | 1877  | 1883  |
| Aartsbisschop van Utrecht         | Petrus Snickers          | 1883                                 | 1895  |       |
|                                   | Wilhelmus van de Ven     | Bisschop van 's-Hertogenbosch        | 1892  | 1919  |
|                                   | Gerardus de Vet          | Bisschop van Breda                   | 1962  | 1967  |
|                                   | Franciscus van Vree      | Bisschop van Haarlem                 | 1853  | 1861  |
|                                   | Henricus van de Wetering | Coadjutor van Utrecht                | 1895  | 1895  |
| Aartsbisschop van Utrecht         | Henricus van de Wetering | 1895                                 | 1930  |       |
|                                   | Frans Wiertz             | Bisschop van Roermond                | 1993  | 2017  |
|                                   | Johannes Willebrands     | Aartsbisschop van Utrecht            | 1976  | 1983  |
|                                   | Gerard Wilmer            | Bisschop van Haarlem                 | 1861  | 1877  |
|                                   | Herman Woorts            | Hulpbisschop van Utrecht             | 2010  | heden |
|                                   | Theodorus Zwartkruis     | Bisschop van Haarlem                 | 1966  | 1983  |
|                                   | Joannes Zwijsen          | Aartsbisschop van Utrecht            | 1853  | 1868  |
| Bisschop van 's-Hertogenbosch     | Joannes Zwijsen          | 1853                                 | 1877  |       |